# استفانی بیاتریز
استفانی بیاتریز (زاده ۱۰ مارس ۱۹۸۱) بازیگر آمریکایی با اصالت آرژانتینی است که بیشتر برای بازی در نقش کارآگاه روزا دیاز در سریال بروکلین نه-نه و صداپیشگی میرابل مادریگال در انیمیشن انکانتو (افسون) شناخته می‌شود.

## فیلم‌شناسی

### فیلم
| سال  | عنوان                    | نقش             | یادداشت    |
| ---- | ------------------------ | --------------- | ---------- |
| ۲۰۱۳ | ۱۲ موقتی                 | جسیکا           |            |
| ۱۰۱۴ | تو خودت نیستی            | جیل             |            |
| ۲۰۱۶ | تعطیلات بزرگ پی-وی       | فرکلز           |            |
| ۲۰۱۶ | خاتمه                    | ایزابل دیویس    | فیلم کوتاه |
| ۲۰۱۶ | عصر یخبندان: دوره برخورد | گرتی            | صداپیشه    |
| ۲۰۱۸ | نیمه جادو                |                 |            |
| ۲۰۲۱ | اِنکانتو (افسون)          | میرابل مادریگال | صداپیشه    |

### تلویزیون
| سال        | عنوان         | نقش              | یادداشت                                                     |
| ---------- | ------------- | ---------------- | ----------------------------------------------------------- |
| ۲۰۰۹       | نزدیک‌تر       | والا سانتیاگو    | قسمت: "زندگی"                                               |
| ۲۰۱۲       | باهوش         | ناتالی           | فیلم تلویزیونی                                              |
| ۲۰۱۲       | Axe Cop       | صدای             | قسمت: "مرکز اقیانوس"                                        |
| ۲۰۱۳، ۲۰۱۵ | خانواده مدرن  | سونیا            | قسمت: "Fulgencio" قسمت: "Valentine's Day 4: Twisted Sister" |
| ۲۰۱۳       | Southland     | Belinda Cargrove | قسمت: "Under the Big Top"                                   |
| ۲۰۱۳       | جسی           | سلما اسپینسا     | قسمت: ", Con"                                               |
| ۲۰۱۳       | سلام خانمها   | Gatekeeper       | قسمت: "Limo"                                                |
| ۲۰۱۳، ۲۰۲۱ | بروکلین نه-نه | کارآگاه رزا دیاز | نقش اصلی ۶۸ قسمت                                            |